# Національний комп'ютерний центр вищої освіти (Франція)

Centre informatique national de l'enseignement supérieur logo

Національний комп'ютерний центр вищої освіти (англ. National Computer Center of Higher Education, фр. Centre informatique national de l'enseignement supérieur (CINES)), суперкомп'ютерний центр що розташований в Монпельє, є державною установою і знаходиться під керівництвом Французького Міністерства досліджень, створено в 1999 році.
Він пропонує ІТ-послуги, які використовуються для суспільних досліджень у Франції. Це один з основних національних центрів з розрахунку енергопостачання для досліджень у Франції.
CINES має три місії:
- високопродуктивні обчислення на суперкомп'ютері;
- постійне архівування електронних документів;
- хостинг національного комп'ютерного обладнання[1][2]

У грудні 2017 суперкомп'ютер OCCIGEN зайняв 54- е місце в рейтингу TOP500.

## Суперкомп'ютер Jade
У жовтні 2008 року на CINES встановили суперкомп'ютер SGI ICE 8200 EX (Jade) із піковою потужністю 147 TFlops.
Він складався із 24 обчислювальних стійки, що вміщають 1536 обчислювальних блейд-серверів (кожен блейд-сервер мав два чотириядерні сокети Intel Harpertown з тактовою частотою 3,0 ГГц, 4 ГБ на ядро), з'єднані двома високошвидкісними обчислювальними мережами Infiniband 4X DDR. До комплекту входили 12 288 обчислювальних ядер, 48 ТБ розподіленої пам'яті.

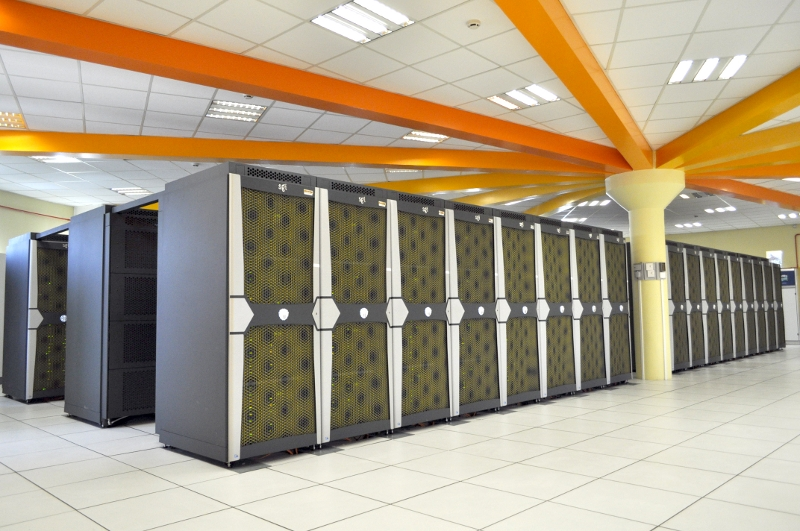
Суперкомп'ютер Jade CINES

Ця конфігурація зайняла 28- е місце в TOP500 в листопаді 2009 року, а на європейському рівні стала другою за потужністю.
Через 2 роки конфігурація було розширена. було добавлено 21 стійку, що вміщають 1 344 додаткових обчислювальних блейд-сервера (кожен блейд-сервер мав 2-х чотириядерні сокети Intel Nehalem з частотою 2,8 ГГц, 4,5 ГБ на ядро), з'єднані з первісної фабрикою Infiniband 4x DDR. Таким чином, цей фрагмент додав 10 752 обчислювальних ядра, 48 ТБ пам'яті, розподілених по набору.
Конфігурація склалася на початку 2010 року і розмістила суперкомп'ютер на 18-му місці по всьому світу, а на європейсбкому рівні посіла 3 місце і очолила французький рейтинг TOP500.
Програмна архітектура системи заснована на дистрибутиві Linux і програмному забезпеченні з відкритим вихідним кодом.
Машина Jade була закрита в січні 2015 року та замінена суперкомп'ютером OCCIGEN.

## Суперкомп'ютер OCCIGEN

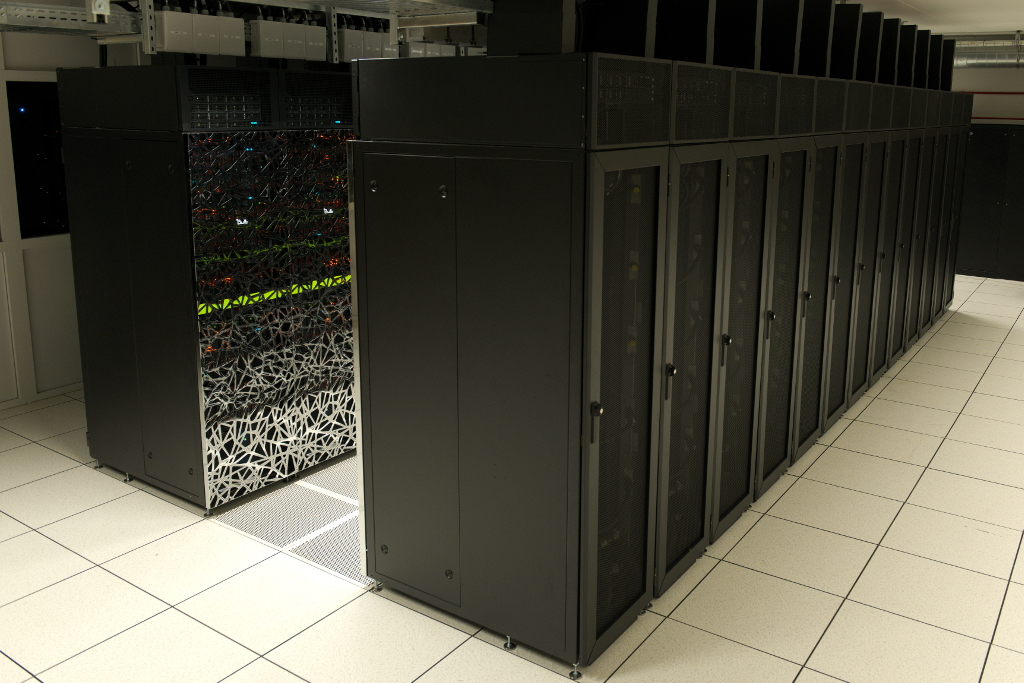
Суперкомп'ютер OCCIGEN

У кінці 2014 року CINES замінив суперкомп'ютер SGI Jade новою машиною під назвою OCCIGEN.
Цей суперкомп'ютер з максимальною потужністю 2,1 PFlops складається з 27 обчислювальних стійки і 7 дискових і сервісних стійок.
Кожна обчислювальна стійка об'єднує 5 шасі або 90 обчислювальних лез, кожен blade-сервер, що складається з двох процесорів Intel Haswell (Xeon E5 v3 2690), 12 ядер на 2,6 ГГц, від 64 до 128 ГБ пам'яті і 120 ГБ SSD, оснащений охолодженням холодною водою DLC (пряме охолодження рідиною).
Обчислювальні леза об'єднуються мережею міжмережевих з'єднань Infiniband FDR з обрізаної топологією Fat Tree (з невеликою пропускною здатністю) і мають доступ до паралельної файлової системи 5.1 Ghill.
Машина Occigen є однорідною на своїх вузлах, але є дві версії процесора. Перший слот має процесори Haswell (12 ядер), слот 2 має процесори Broadwell (14 ядер). Розмір пам'яті одного вузла може бути 64 ГБ або 128 ГБ .

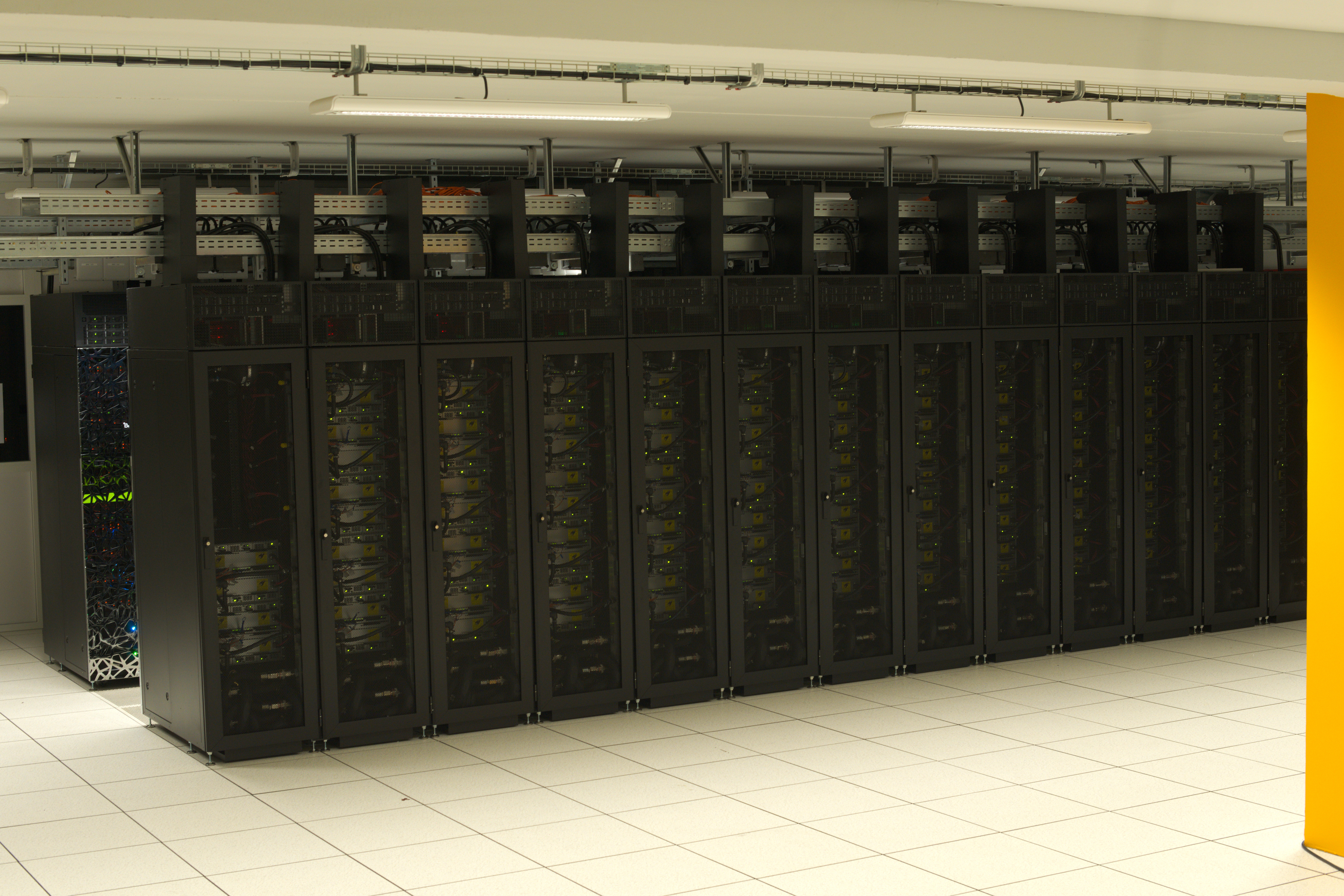
Стійки суперкомп'ютера OCCIGEN

Процесори Intel 12-Core E5-2690 V3, Intel 14-Core E5-2690 V4 мають 12, 14 ядер відповідно. Частота кожного становить 2,60 ГГц. Отже, його номінальна потужність складає 1 Tflop / s.
Кожне ядро має 32-розрядний кеш L1 для даних і 32 КБ для інструкцій, кеш L2 розміром 256 КБ, кеш L3 (останній рівень кешу LLC) 30 МБ.
В цілому OCCIGEN забезпечує 50 544 обчислювальних ядра і більше 200 ТБ розподіленої пам'яті, це являє собою приріст більш ніж в 3 разів в обчислювальної потужності і в 2 за обсягом пам'яті потужніший в порівнянні з Jade.
Одним з основних моментів у виборі OCCIGEN була оптимізація загального споживання електроенергії і, як така OCCIGEN, дозволяє охолоджувати на 88 % холодною водою і 12 % повітрям споживати не більше 934 кВт.
OCCIGEN зайняв 26- е місце в рейтингу 500 листопада 2014 року.

## Рейтинг в TOP500
Кожні шість місяців оновлюється рейтинг напотужніших суперкомп'ютерів TOP500. В таблиці нижче показані кращі місця, виграні різними системами CINES.

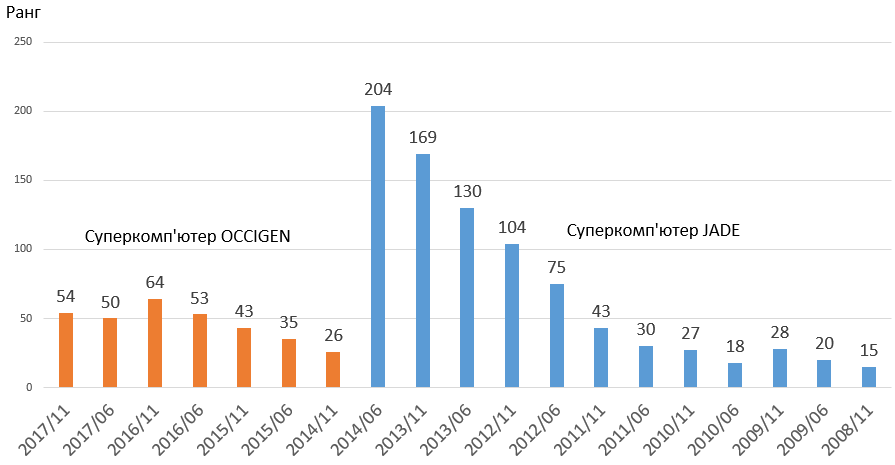
Ранг суперкомп'ютерів CINES з 2008 по 2017 рік

| Рік-місяць | Назва   | Ранг | Кількість процесорів | Rmax (GFlop/s) | Rpeak (GFlop/s) |
| ---------- | ------- | ---- | -------------------- | -------------- | --------------- |
| 2009-06    | Jade    | 28   | 12288                | 128400         | 146736          |
| 2010-06    | Jade    | 18   | 23040                | 237800         | 267878.4        |
| 2014-11    | OCCIGEN | 26   | 50544                | 1628770        | 2102630.4       |
| 2017-06    | OCCIGEN | 50   | 85824                | 2494650        | 3570278         |
| 2017-11    | OCCIGEN | 54   | 85824                | 2494650        | 3570278         |

Діаграма рангів систем CINES: